# Maciste alpino
Maciste alpino è un film del 1916 diretto da Luigi Romano Borgnetto e Luigi Maggi e interpretato da Bartolomeo Pagano nel ruolo di Maciste.

## Produzione
Questo è uno dei primi film dei tantissimi dedicati al personaggio di Maciste, che nacque grazie a Giovanni Pastrone in Cabiria del 1914 e che diede un enorme successo in Italia e all'estero a Pagano (scaricatore di porto prima e capo-spedizioniere poi) e il cui nome si deve a Gabriele D'Annunzio che creò così un neologismo d'uso ancor oggi.
Il film non si distanzia da quella che sarà (con l'eccezione di Maciste all'inferno) una serie di tipo situazionista e tendente all'evasione. La guerra infatti non viene affrontata nei suoi aspetti critici né tanto meno in quelli cruenti.

## Distribuzione
A tutt'oggi 2 pellicole e varie riproduzioni sono reperibili.
La Biennale di Venezia il 26 agosto 2014 ha proiettato in anteprima la copia restaurata dalla Biennale stessa con la collaborazione del Museo nazionale del cinema di Torino.